# Мезорегіон Валі-ду-Мукурі
Валі-ду-Мукурі (порт. Mesorregião do Vale do Mucuri) — один з дванадцяти адміністративно-статистичних мезорегіонів бразильського штату Мінас-Жерайс. Населення становить 370 203 чоловік на 2006 рік. Займає площу 20 080,657 км². Густота населення — 18,4 чол./км².

## Склад мезорегіону
В мезорегіон входять наступні мікрорегіони:
1. Нанукі
2. Теофілу-Отоні

| Бразилія | Це незавершена стаття з географії Бразилії. Ви можете допомогти проєкту, виправивши або дописавши її. |